# Microcos tetrasperma
Microcos tetrasperma är en malvaväxtart som beskrevs av Elmer Drew Merrill och Perry. Microcos tetrasperma ingår i släktet Microcos och familjen malvaväxter. Inga underarter finns listade i Catalogue of Life.